# Гара-Лакатник
Гара-Лака́тник (болг. Лакатник) — село в Софійській області Болгарії. Входить до складу общини Своге.

## Населення
За даними перепису населення 2011 року у селі проживали 1298 осіб, з них 1273 особи (99,8%) — болгари.
Розподіл населення за віком у 2011 році:
Динаміка населення: